# قناة النبأ
قناة النبأ الفضائية قناة إخبارية في ليبيا مملوكة لعبد الحكيم بلحاج القيادي في الجماعة الليبية المقاتلة سابقاً ومحسوبة على تيار الإخوان المسلمين في ليبيا. انطلق البث الرسمي لها يوم الثلاثاء 20 أغسطس 2013 حيث تخصصت في نقل آخر أخبار ليبيا الاقتصادية وظلت ضمن القنوات القليلة التي تعمل في العاصمة طرابلس بعد طرد مليشيات فجر ليبيا كافة القنوات الخاصة وإغلاقها، خاصة المؤيدة للبرلمان والحكومة المنبثقة عنه.
عمل في القناة التي يقع مقرها في ضاحية زناتة غربي طرابلس عدد من الصحفيين الليبيين والعرب.
تم إغلاق القناة في 30 مارس 2016 إثر مداهمة مقر القناة من قبل مسلحين في العاصمة طرابلس، حيث توقف بث القناة تماما بعدما ظهر على شاشتها خبر كتب فيه «عاجل: أبناء مدينة طرابلس وثوارها يوقفون قناة النبأ، قناة الفتنة والتحريض وكل من يشارك في القناة بعد فتحها سيتعرض للسؤال من ثوار المدينة».
وتُتهم القناة (بالتحريض على القتال بين الليبيين) ودعم جماعات مسلحة إرهابية في ليبيا، وكذا دعم جماعة أنصار الشريعة المصنفة من قبل مجلس النواب الليبي ومجلس الأمن التابع للأمم المتحدة كمنظمات إرهابية.

## روابط خارجية
- عاجل ليبيا